# 鄭先護
鄭 先護（てい せんご、生年不詳 - 531年）は、北魏末の官僚・軍人。本貫は滎陽郡開封県。

## 経歴
鄭徹（字は思明、鄭羲の兄の鄭連山の子）の子として生まれた。若くして軍才があった。員外散騎侍郎を初任とし、通直散騎侍郎に転じた。長楽王元子攸と結びつきが深かった。
528年（武泰元年）、爾朱栄が挙兵して洛陽に向かうと、先護は霊太后の命を受けて鄭季明らとともに河梁を守備した。元子攸（孝荘帝）が河北で即位したと聞くと、先護は開門して爾朱栄を迎え入れた。功績により平昌県開国侯に封じられた。通直常侍に転じ、鎮北将軍の号を加えられた。まもなく前将軍・広州刺史に任じられ、仮の平南将軍・都督広州諸軍事となった。劉挙が濮陽で反乱を起こすと、先護は本官のまま東道都督となって反乱を鎮圧した。
529年（永安2年）、元顥が洛陽に入り、孝荘帝が河内に避難したが、先護は広州で兵を擁して、元顥の命を受けなかった。元顥が臨淮王元彧を派遣して攻撃してきたが、先護は州城を出てこれを迎え撃った。孝荘帝が洛陽に帰還すると、先護はその忠誠を嘉され、広州刺史のまま、使持節・散騎常侍・都督襄広二州諸軍事・鎮南将軍の任を加えられ、爵位は郡公に進んだ。まもなく征西将軍・東雍州刺史に転じ、仮の車騎将軍・都督東雍州諸軍事を加えられた。赴任しないうちに、都督二豫東雍三州諸軍事・征東将軍・豫州刺史に転じた。さらに尚書右僕射・二豫郢潁四州行台を兼ねた。まもなく車騎将軍・左衛将軍の位を受けた。530年（永安3年）、爾朱栄が孝荘帝により殺害されると、徐州刺史の爾朱仲遠が兵を率いて洛陽に向かい、先鋒が東郡に到達した。先護は本官のまま、仮の驃騎将軍・大都督の任を加えられ、行台の楊昱らとともに爾朱仲遠を迎え撃った。孝荘帝はさらに都督の賀抜勝を派遣して爾朱仲遠を討たせようとしたが、賀抜勝が陳で爾朱仲遠に降ったため、孝荘帝側の軍は求心力を失った。洛陽が陥落すると、先護の部下たちは逃げ散り、先護自身も南境に潜伏した。531年（普泰元年）、爾朱仲遠が人を派遣して先護を招こうとしたが、すでに殺害されていた。孝武帝のとき、持節・都督青斉済兗四州諸軍事・驃騎大将軍・儀同三司・青州刺史の位を追贈された。
子に鄭偉があった。

## 伝記資料
- 『魏書』巻56 列伝第44
- 『周書』巻36 列伝第28
- 『北史』巻35 列伝第23